# Amitraz
L'Amitraz è un composto organico di origine sintetica. Esso appartiene agli ammidini. In condizioni normali si presenta nella forma di cristalli bianchi.
Questo composto è largamente usato in preparati commerciali in orticoltura, allevamento e in apicoltura come acaricida. Esso è efficace contro la maggior parte degli acari delle piante, compreso il parassita delle api Varroa destructor. È stato registrato nel 1972.